# Rob Leemans
Pour les articles homonymes, voir Leemans.
Rob Leemans, né le 1er juillet 1993 à Turnhout dans la province d'Anvers, est un coureur cycliste belge.

## Biographie
Rob Leemans naît le 1er juillet 1993 à Turnhout en Belgique.
En 2010, alors qu'il est junior, il remporte le contre-la-montre de la 1reb étape de la Coupe du Président de la Ville de Grudziadz. L'année suivante, il court au Balen BC. Il devient champion de la province d'Anvers sur route juniors, remporte la 2e étape de la Coupe du Président de la Ville de Grudziadz qu'il termine deuxième. Il entre en 2012 dans l'équipe Lotto-Belisol U23. En 2014, sa troisième saison dans l'équipe, il remporte le Handzame Challenge et termine 2e de Gand-Staden et 2e de l'Internatie Reningelst. En 2015, il court pour la nouvelle équipe continentale néerlandaise SEG Racing.
En 2016, il court pour l'équipe de club belge Baguet-MIBA Poorten-Indulek-Derito. Il remporte le Mémorial Staf Segers et la Menen Classic, et termine 3e d'À travers les Ardennes flamandes et 3e du Grand Prix Criquielion.
Membre de Pauwels Sauzen-Vastgoedservice en 2017, il met fin à sa carrière à l'issue de cette saison.

## Palmarès et résultats

### Palmarès par année
- 2010

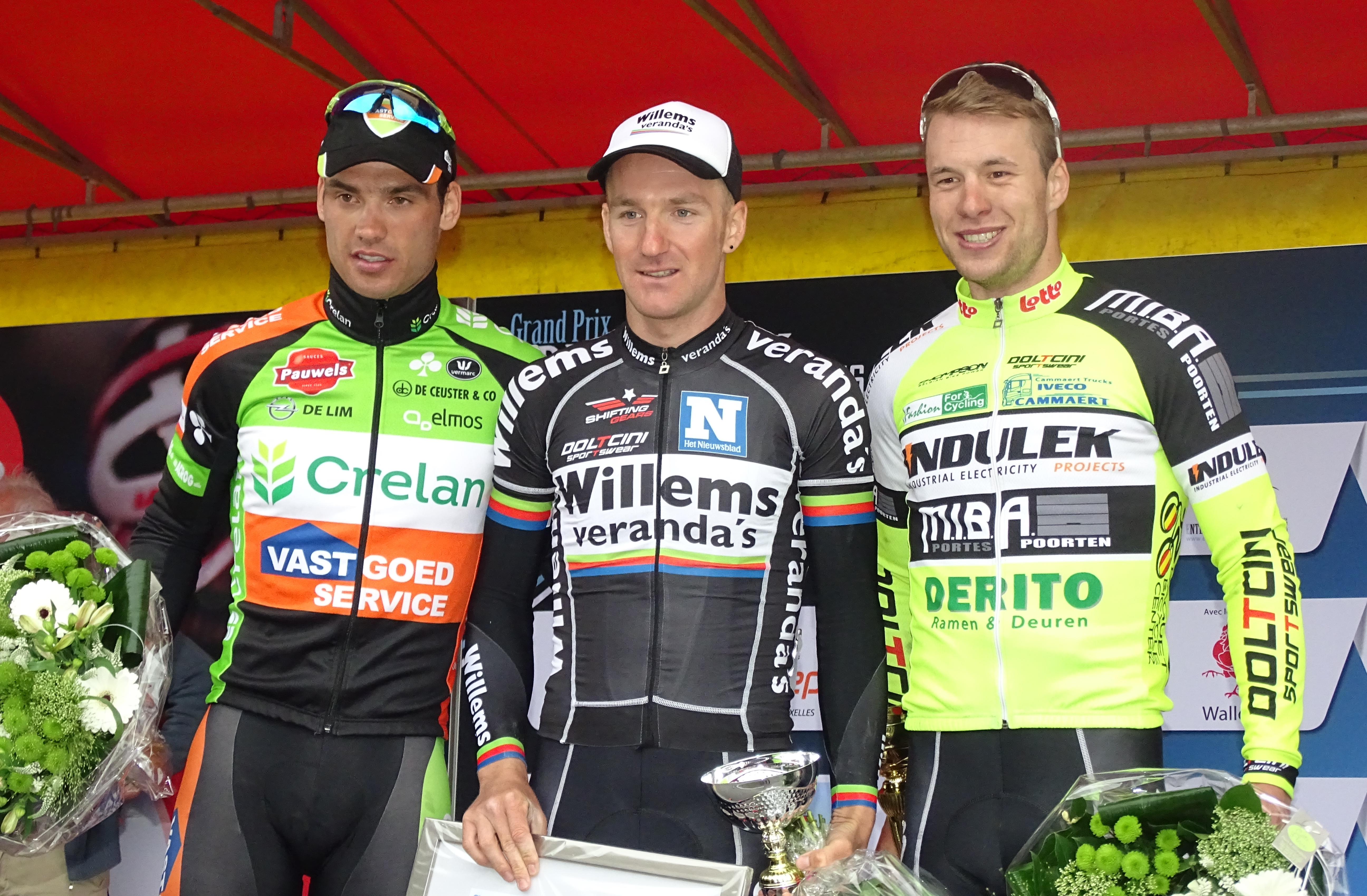
Podium de l'édition 2016 du Grand Prix Criquielion : Timothy Stevens (2e), Timothy Dupont (1er) et Rob Leemans (3e).

  - 1reb étape de la Coupe du Président de la Ville de Grudziadz (contre-la-montre)
  - 2e du championnat de la province d'Anvers sur route juniors
- 2011
  - Champion de la province d'Anvers sur route juniors
  - 2e étape de la Coupe du Président de la Ville de Grudziadz
  - 2e de la Guido Reybrouck Classic
  - 2e de la Coupe du Président de la Ville de Grudziadz
- 2012
  - 3e du championnat de la province d'Anvers du contre-la-montre espoirs
- 2013
  - 2e de la Coupe Marcel Indekeu
- 2014
  - Handzame Challenge
  - 2e de Gand-Staden
  - 2e de l'Internatie Reningelst
- 2016
  - Vainqueur de la Topcompétition
  - Mémorial Staf Segers
  - Menen Classic
  - 2e du championnat de la province d'Anvers sur route
  - 3e d'À travers les Ardennes flamandes
  - 3e du Grand Prix Criquielion
  - 3e du Mémorial Philippe Van Coningsloo
  - 3e du Grand Prix de Geluwe
- 2017
  - 3e du Circuit de Wallonie

### Classements mondiaux
| Année           | 2014   | 2015 |
| --------------- | ------ | ---- |
| UCI Europe Tour | 1 125e | nc   |